# Mama, You Been on My Mind
Mama, You Been on My Mind è una canzone del cantautore americano Bob Dylan. Scritta nel 1964 durante un viaggio in Europa, la canzone affronta la recente separazione con la fidanzata Suze Rotolo. Dylan ha registrato per la prima volta la canzone nel giugno di quell'anno durante una sessione per il suo album Another Side of Bob Dylan. Tuttavia la canzone non è stata inclusa nell'album e la versione di Dylan è rimasta inedita fino al 1991. In totale, negli anni '90 e 2000 sono state pubblicate quattro versioni della serie Bootleg di Dylan, incluse due esibizioni dal vivo con Joan Baez del 1964 e 1975 .
Molti artisti hanno reinterpretato la canzone, tra cui Joan Baez, Jeff Buckley, Judy Collins, Ricky Nelson, Johnny Cash, George Harrison, Linda Ronstadt, e Rod Stewart nell'album Never a Dull Moment del 1972. Dylan stesso ha eseguito Mama, You Been on My Mind più di duecento volte nei concerti.

## Composizione
Dylan completò un tour di concerti in Inghilterra nel maggio del 1964 e in seguito viaggiò in Francia, Germania e Grecia. Durante la sua visita in Grecia ha scritto diverse canzoni per il suo album successivo, Another Side of Bob Dylan, tra cui la stessa Mama, You Been on My Mind.
Dopo essere tornato negli Stati Uniti, Dylan si recò allo Studio A della Columbia il 9 giugno 1964 e in una sola notte registrò 14 nuove canzoni, tra cui Mama, You Been On My Mind. Tuttavia, quando l'album è stato pubblicato due mesi dopo, la canzone non è stata inclusa. Circolata come bootleg per molti anni, l'uscita di Mama, You Been on My Mind avvenne ufficialmente nel 1991 su The Bootleg Series Volumes 1–3 (Rare & Unreleased) 1961–1991.

## Il brano
Due bozze di Mama, You Been on My Mind sono state scritte da Dylan sulla carta da lettere del May Fair Hotel di Londra, dove aveva soggiornato durante il suo tour. Secondo il biografo Clinton Heylin, la canzone era uno dei tre brani che scrisse mentre visitava l'Europa che riguardava la separazione con la sua ragazza, Suze Rotolo, a metà marzo 1964.
Come descrive il critico Oliver Trager, la canzone è un "semplice brano d'amore di separazione e desiderio" con una "melodia stupenda e testi che scendono a cascate, quasi incantatori". Ciascuna delle stanze della canzone, ad eccezione dell'ultima, termina con il ritornello del titolo, o varianti di esso.
Howard Sounes, un altro biografo di Dylan, considera il brano "una delle migliori canzoni d'amore che abbia mai scritto”.

## Esecuzioni
Nel giro di un paio di settimane dopo la sessione di Columbia, Dylan registrò Mama, You Been on My Mind come demo per i suoi editori, appartenenti alla Witmark Music. La versione demo, che divenne disponibile anche come bootleg, fu finalmente rilasciata su The Bootleg Series Vol. 9 – The Witmark Demos: 1962–1964 nel 2010.
La prima esibizione pubblica della canzone di Dylan avvenne in presenza di Joan Baez, durante un concerto della cantautrice al Forest Hills di Queens (New York), l'8 agosto 1964. Dylan eseguì la canzone in un altro duetto con Baez un paio di mesi dopo, il 31 ottobre, nel suo debutto da solista alla Philharmonic Hall di New York, questa volta con lei come ospite. Una registrazione del concerto venne pubblicata in The Bootleg Series Vol. 6: Bob Dylan Live 1964, Concert at Philharmonic Hall del 2004.
Mama, You Been on My Mind è stata ripresa in duetto da Dylan e Baez durante il tour Rolling Thunder Revue del 1975-76. Una registrazione dal vivo del tour è stata pubblicata nel 2002 su The Bootleg Series Vol. 5: Bob Dylan Live 1975, The Rolling Thunder Revue. All'inizio degli anni '90, Dylan ha aggiunto la canzone alla scaletta di brani del Never Ending Tour, eseguendola spesso come parte del segmento acustico notturno. Dal 1964, il cantautore ha eseguito la canzone più di duecento volte.

## Cover
Dalla metà degli anni '60 Mama, You Been on My Mind è stata reinterpretata da Jeff Buckley, Johnny Cash, George Harrison, Steve Howe, The Kingston Trio, Ricky Nelson e Rod Stewart. Una versione eseguita da Jack Johnson venne inclusa nella colonna sonora del film Io non sono qui. Laura Veirs realizzò una cover della canzone e la pubblicò nell'album-tributo a Dylan Subterranean Homesick Blues.
Un titolo alternativo ma quasi identico, Mama, You've Been on My Mind, è stato usato quasi altrettanto spesso dell'originale. Inoltre, alcune interpreti femminili hanno usato "Daddy" al posto di "Mama". È stata Joan Baez a introdurre questa sostituzione curiosa nella sua apparizione al concerto della Philharmonic Hall del 1964. Nel 1965 la stessa Baez incide Daddy, You Been on My Mind per l'album Farewell, Angelina e Judy Collins pubblica la canzone con lo stesso titolo in Fifth Album. Aggiungendo un ulteriore cambiamento, Linda Ronstadt ripubblica il brano nel suo album di debutto da solista Hand Sown ... Home Grown del 1969 con il titolo Baby, You've Been My My Mind.